# Рожина
Рожина је насеље у Србији у општини Мерошина у Нишавском округу. Према попису из 2022. било је 554 становника (према попису из 1991. било је 805 становника).

## Демографија
У насељу Рожина живи 612 пунолетних становника, а просечна старост становништва износи 43,4 година (41,9 код мушкараца и 45,0 код жена). У насељу има 215 домаћинстава, а просечан број чланова по домаћинству је 3,50.
Ово насеље је великим делом насељено Србима (према попису из 2002. године), а у последња три пописа, примећен је пад у броју становника.
|  |

| Демографија | Демографија | Демографија |
| Година      | Становника  | Становника  |
| ----------- | ----------- | ----------- |
| 1948.       | 907         |             |
| 1953.       | 951         |             |
| 1961.       | 923         |             |
| 1971.       | 977         |             |
| 1981.       | 931         |             |
| 1991.       | 805         | 772         |
| 2002.       | 753         | 778         |

| Етнички састав према попису из 2002.‍ | Етнички састав према попису из 2002.‍ | Етнички састав према попису из 2002.‍ | Етнички састав према попису из 2002.‍ | Етнички састав према попису из 2002.‍ |
| ------------------------------------ | ------------------------------------ | ------------------------------------ | ------------------------------------ | ------------------------------------ |
|                                      |                                      |                                      |                                      |                                      |
| Срби                                 | Срби                                 |                                      | 733                                  | 97,34%                               |
| Роми                                 | Роми                                 |                                      | 16                                   | 2,12%                                |
| Словенци                             | Словенци                             |                                      | 1                                    | 0,13%                                |
| непознато                            | непознато                            |                                      | 3                                    | 0,39%                                |

| Година пописа     | 1948. | 1953. | 1961. | 1971. | 1981. | 1991. | 2002. |
| ----------------- | ----- | ----- | ----- | ----- | ----- | ----- | ----- |
| Број домаћинстава | 138   | 159   | 176   | 210   | 227   | 220   | 215   |

| Број чланова      | 1  | 2  | 3  | 4  | 5  | 6  | 7 | 8 | 9 | 10 и више | Просек |
| ----------------- | -- | -- | -- | -- | -- | -- | - | - | - | --------- | ------ |
| Број домаћинстава | 31 | 58 | 29 | 31 | 22 | 35 | 2 | 4 | 1 | 2         | 3,50   |

| Пол    | Укупно | Неожењен/Неудата | Ожењен/Удата | Удовац/Удовица | Разведен/Разведена | Непознато |
| ------ | ------ | ---------------- | ------------ | -------------- | ------------------ | --------- |
| Мушки  | 324    | 73               | 220          | 25             | 3                  | 3         |
| Женски | 307    | 29               | 225          | 46             | 6                  | 1         |
| УКУПНО | 631    | 102              | 445          | 71             | 9                  | 4         |

| Пол    | Укупно                    | Пољопривреда, лов и шумарство | Рибарство                            | Вађење руде и камена | Прерађивачка индустрија       |
| ------ | ------------------------- | ----------------------------- | ------------------------------------ | -------------------- | ----------------------------- |
| Мушки  | 162                       | 56                            | 0                                    | 0                    | 40                            |
| Женски | 51                        | 25                            | 0                                    | 0                    | 9                             |
| УКУПНО | 213                       | 81                            | 0                                    | 0                    | 49                            |
| Пол    | Производња и снабдевање   | Грађевинарство                | Трговина                             | Хотели и ресторани   | Саобраћај, складиштење и везе |
| Мушки  | 2                         | 23                            | 9                                    | 1                    | 14                            |
| Женски | 1                         | 0                             | 4                                    | 3                    | 1                             |
| УКУПНО | 3                         | 23                            | 13                                   | 4                    | 15                            |
| Пол    | Финансијско посредовање   | Некретнине                    | Државна управа и одбрана             | Образовање           | Здравствени и социјални рад   |
| Мушки  | 0                         | 1                             | 8                                    | 3                    | 0                             |
| Женски | 0                         | 0                             | 1                                    | 4                    | 1                             |
| УКУПНО | 0                         | 1                             | 9                                    | 7                    | 1                             |
| Пол    | Остале услужне активности | Приватна домаћинства          | Екстериторијалне организације и тела | Непознато            | Непознато                     |
| Мушки  | 4                         | 0                             | 0                                    | 1                    | 1                             |
| Женски | 1                         | 0                             | 0                                    | 1                    | 1                             |
| УКУПНО | 5                         | 0                             | 0                                    | 2                    | 2                             |